# Света Маргарета Угарска
Маргарета Угарска (27. јануар 1242. - 18. јануар 1270) је била угарска принцеза и припадница доминиканског реда. Припадала је угарској средњовековној владајућој династији Арпада.

## Биографија
Маргарета је била ћерка угарског краља Беле IV и Марије Ласкарине, грчке принцезе. Била је млађа сестра Кинге Пољске и Јоланде Пољске, као и нећака Елизабете Угарске. Рођена је у тврђави Клис у Хрватској, као осма ћерка краљевског пара. У Клису је Бела боравио током монголске инвазије на Угарску 1241-1242. године. Са три године Маргарета је послата у доминикански манастир у Веспрему (1245). Шест година касније прешла је у манастир Пресвете Богородице на Зечјем острву код Будима. Овај манастир изградио је Бела за своју ћерку. У манастиру на Зечјем острву Маргарета је провела остатак живота. Отац је желео да је уда за чешког краља Отокара II, али се Маргарета томе супротстављала. Подаци о животу Свете Маргарете познати су захваљујући "Легенди о Светој Маргарети" писаној у 14. веку. Са латинског је преведена на мађарски језик у 15. веку. Једини данас сачувани примерак преписала је доминиканска сестра Леја Раскај око 1510. године. Маргарета је водила аскетски живот. Била је одевена у грубе хаљине, опасана гвозденим појасом и у обући прободеној ексерима. Преданост аскези можда јој је скратила живот. Умрла је 18. јануара 1270. године. Убрзо након смрти отпочео је процес канонизације Маргарете. Црква посвећена угарској принцези помиње се у документу из 1426. године. Кораке ка канонизацији Маргарете предузео је њен брат Стефан V. Чак 74 чуда помињу се на Маргаретином гробу. Углавном је то било излечење од болести, мада јој се приписује и оживљење преминулог човека. Поступак канонизације неуспешно је извршен више пута у периоду од 1640. до 1770. године. Коначно је Маргарета канонизована од стране папе Пија XII 19. новембра 1943. године, на празник Свете Елизабете Угарске. Римокатоличка црква прославља је 18. јануара.